# AN/SPS-10
AN/SPS-10 — американский двухкоординатный корабельный обзорный и навигационный радар. Обеспечивает обнаружение и сопровождение надводных, а в некоторых случаях — и воздушных целей. Может использоваться как радиомаяк и как система идентификации «свой-чужой».

## Установки на кораблях
- Cabo san Antonio
- Эскадренные миноносцы типа «Чарльз Ф. Адамс»
- Фрегаты типа «Гарсия»
- Эскадренные миноносцы типа «Аннаполис»
- Restigouche
- Эскадренные миноносцы типа «Чарльз Ф. Адамс»
- Эскадренные миноносцы типа «Чарльз Ф. Адамс»
- Эсминцы FRAM
- Terrebonne Parish
- Claud Jones
- Эсминцы FRAM
- Эсминцы FRAM
- Эсминцы FRAM
- Эсминцы FRAM
- Baleares
- Paul Revere
- Некоторые эсминцы
- Kao Hsiung
- Эсминцы
- Derya
- Авианосцы
- Ракетные крейсера типа «Калифорния»
- Эскадренные миноносцы типа «Арли Бёрк»
- Фрегаты типа «Нокс»
- Blue Ridge
- Десантные вертолётоносцы типа «Иводзима»
- Универсальные десантные корабли типа «Тарава»
- Универсальные десантные корабли типа «Уосп»

Десантные корабли-доки типа «Харперс Ферри»
Десантные транспорты-доки типа «Рэлей»
Десантные транспорты-доки типа «Остин»
Десантные корабли-доки типа «Уидби Айленд»
Десантные корабли-доки типа «Анкоридж»
Десантные корабли-доки типа «Томастон»